# Cyrtolaelaps spurius
Cyrtolaelaps spurius är en spindeldjursart som först beskrevs av Holzmann 1969.  Cyrtolaelaps spurius ingår i släktet Cyrtolaelaps och familjen Ologamasidae. Inga underarter finns listade i Catalogue of Life.